# Brasão de armas da Colômbia

O Brasão

O Brasão das armas da Colômbia foi adotado pela Lei 3 de 9 de maio de 1834 pelo congresso de Nova Granada. As cores foram escolhidas em 20 de julho de 1861 por Tomás Cipriano Mosquera.
Duas bandeiras nacionais são situadas de cada lado. Acima do escudo está um Condor-dos-andes, a ave do país. Abaixo da ave está inscrito Libertad y Orden (Liberdade e Ordem), o lema da nação.
O escudo é dividido em três partes. No terço superior, encontra-se uma Romã de ouro aberta. De um lado do fruto saem moedas de ouro e prata, e do outro saem frutas tropicais. Esta parte representa a abundância e a riqueza do solo no país. No terço central encontra uma barretina, um tipo de gorro normalmente vermelho, como o retratado, que simboliza a República. No terço inferior, é gravado o Istmo do Panamá, que pertenceu à Colômbia até 1903, que por sua vez representa os dois oceanos que banham o país. Os dois navios desenhados representam o comércio da Colômbia com os demais países do mundo.